# Masonbeckia flavofemorata
Masonbeckia flavofemorata är en stekelart som beskrevs av Michael J. Sharkey och Robert A.Wharton 1994. Masonbeckia flavofemorata ingår i släktet Masonbeckia och familjen bracksteklar. Inga underarter finns listade i Catalogue of Life.